# Guckheim
Guckheim är en kommun och ort i Westerwaldkreis i förbundslandet Rheinland-Pfalz i Tyskland.
Kommunen ingår i kommunalförbundet Verbandsgemeinde Westerburg tillsammans med ytterligare 23 kommuner.